# 리베르
리베르(Liber /ˈlaɪbər/ LY-bər, 라틴어: [ˈliːbɛr]; ‘자유로운 자’)는 고대 로마 종교와 신화에서 리베르 파테르(Liber Pater‘자유로운 아버지’)로도 알려져 있다. 포도 재배와 포도주, 남성의 다산과 자유의 신이다. 그는 로마 플레브스(평민)의 수호신이었고, 그들의 아벤티노 삼신의 일부였다. 그의 리베랄리아 축제(3월 17일)는 표현의 자유와 성년에 수반되는 권리와 관련되었다. 그의 숭배와 역할은 그가 공유하게 된 신화를 가진 그리스 디오니소스/바쿠스의 로마화 된 형태와 점점 더 연관되었다.

## 어원
리베르 (‘자유로운’) 라는 이름은 이탤릭 조어 *leuþero에서 유래했으며, 궁극적으로 인도유럽조어 *h₁leudʰero(‘국민에게 속한’, 따라서 ‘자유로운’)에서 유래했다.

## 기원
리베르는 공식적으로 로마 신으로 채택되기 전에 두 개의 분리된 고대 이탈리아 다산 숭배에서 두 명의 다른 여신과 동행했다. 로마의 헬레니즘 시대 이웃들의 농업과 다산의 여신 케레스와 리베르의 여성에 해당하는 리베라. 고대 라비니움에서 그는 남근의 신이었다. 라틴 리버 ‘무료’ 또는 ‘무료’를 의미한다. ‘파테르’와 결합될 때, 그것은 종속적 노예와는 대조적으로 자유를 의인화하고, 그에 수반되는 권리를 옹호하는 ‘자유로운 아버지’를 의미한다. ‘리베르’라는 단어는 또한 그리스어로 ‘spondé’와 관련이 있는 신주, 음료의 제의의 개념과 관련하여 이해되며, 문자 그대로 영어 ‘지출’과 관련이 있다. 후기 공화국과 초기 제국의 로마 작가들은 리베르 컬트의 특정 특징을 설명하기 위해 이 비유를 기반으로 다양한 어원학적, 시적 추측을 제공한다.
리베르는 로마 군주제가 전복되고, 공화국이 수립되고, 로마 귀족의 권위로부터 위협받거나 실제적인 평민 분리 중 첫 번째가 된 직후에 로마의 역사적 전통에 들어갔다. 리비에 따르면 독재자 A. 포스투미우스는 기원전 496년경 로마의 아벤티노 언덕에 세레스, 리베르, 리베라 삼위 일체에게 게임 (루디) 과 공동 공공 사원을 서약했다. 493년에 서원은 성취되었다: 새로운 아벤티누스 신전이 헌납되었고 리베르를 기리기 위해 루디 스케니치(종교 드라마)가 열렸다.로마 사람들. 이 초기 루디 스케니치는 로마에서 가장 초기의 것으로 제안되었으며, 리베랄의 초기 공식 축제 또는 그의 리베랄리아 축제의 초기 형태를 나타낼 수 있다. 아벤티네 트리아드의 공식적이고, 공식적인 발전은 개별 신들을 그리스 등가물인 케레스에서 데메테르로, 리베라에서 디오니소스로, 리베라에서 페르세포네 또는 코레로의 동화를 촉진했을 수 있다.
로마에서 가장 크고 가장 힘이 약한 시민 계급(플레브스 또는 평민 )에 대한 리베르의 후원은 그를 로마의 공화당 귀족 엘리트가 주장하는 시민 및 종교 권위에 대한 특정 형태의 평민 불복종과 연관시킨다. 아벤티네 트리아드는 카피톨리네 언덕의 주피터의 카피톨리네 트리아드, 마르스 및 퀴리누스와 평행하며, 도시의 신성한 경계(pomerium) 내에 있으며, "복사본 및 대조"로 설명된다. 아벤티네 트리아드는 분명히 시빌라 예언집(Sibylline Books)의 요청에 따라 설치되었다. 그러나 그 안에서 리베르의 입장은 처음부터 모호해 보이다. 그는 포도와 포도주의 신이었다. 그의 초기 루디 스케니치는 이후에 사실상 그들의 장르를 합법적인 종교적 맥락에서 풍자적이고 전복적인 연극으로 정의했다. 그의 숭배의 일부 측면은 잠재적으로 로마가 아닌 것으로 남아 시민 불복종에 중점을 둔다. 리베르는 황홀한 석방, 자기표현 및 언론의 자유에 대한 평민의 권리를 주장했다. 그는 자유의 신성한 의인화이자 평민의 지혜와 평민의 위계의 아버지인 자유의 아버지 리베르 파테르였다.

### 리베르, 바쿠스, 디오니소스
리베르는 포도주, 만취, 무제한의 자유, 권력자의 전복과 관련이 있기 때문에 그리스 신 디오니소스와 매우 유사하며, 그는 바쿠스로 로마화되었다. 그리스-로마 문화에서 디오니소스는 역사적 인물, 영웅적인 구세주, 세계 여행자, 도시의 창시자로 환호했다. 그리고 술취한 사티로스와 마에 나드의 수행원과 함께 호랑이가 이끄는 황금 수레를 타고 최초의 승리로 돌아온 인도의 정복자. 일부 컬트에서, 그리고 아마도 대중적인 상상 속에서 리베르는 점차 바쿠스에 동화되었고 그의 로마자화 된 "디오니소스적" 도상학 및 신화를 공유하게 되었다. 플리니우스는 그를 “최초로 사고파는 관행을 확립했으며, 왕실의 상징인 왕관과 개선 행렬도 발명했다”고 부른다. 로마 모자이크와 석관은 이 이국적인 개선 행렬의 다양한 표현을 증명한다. 후기 공화국과 제국 시대의 로마와 그리스 문학 자료에서 몇몇 주목할만한 승리는 역사적으로 추정되는 "자유의 승리"를 떠올리게 하는 유사하고 뚜렷하게 "바흐적" 행렬 요소를 특징으로 한다.

### 리베르와 기원전 186년의 바카날리아
공화당 초기에서 중기 동안 리베르의 공식 및 비공식 컬트에 대해 알려진 것은 거의 없다. 그들의 디오니소스 또는 바쿠스 요소는 2차 포에니 전쟁이 끝난 직후인 기원전 186년까지 로마 당국이 견딜 수 있을 정도로 고대의, 자국에서 재배하고 관리할 수 있는 것으로 간주되었던 것 같다. 사건이 있은 지 200년 후에 글을 쓰는 리비는 “비열한 그리스인... 희생을 적게 하는 사람”이라는 외국 점쟁이가 바카날리아를 소개한 것에 대해 매우 연극적인 설명을 제공한다. 컬트는 ‘역병처럼’ 비밀리에 퍼진다. 하층 계급, 평민, 여성, 젊고 도덕적으로 약하고 여성스러운 남성(“여성을 가장 좋아하는 남성”)이 특히 취약하다.(변덕스럽거나 교육받지 못한 마음) 그러나 로마의 엘리트조차도 면역되지 않는다. 바카날리아의 여사제들은 그들의 속인 무리에게 모든 사회적, 성적 경계를 깨고 심지어 그들을 반대하는 자들에 대한 의식 살인을 방문하거나 그들의 비밀을 배반할 것을 촉구하지만, 충성스러운 하인은 충격을 받은 원로원에게 모든 것을 드러낸다. 로마는 신의 진노와 재앙이 없었더라면 겪을 뻔했다. 리비의 드라마티스 페르소나(Dramatis personae), 문체의 번성 및 비유는 아마도 바카날리아 자체보다는 로마의 사티로스 희곡에 의존할 것이다.